# Achille Zezon
Achille Zezon (Castelfranco Emilia, 13 novembre 1918 – Cielo del Mediterraneo, 15 giugno 1942) è stato un aviatore e ufficiale italiano, decorato di Medaglia d'oro al valor militare alla memoria durante il corso della seconda guerra mondiale.

## Biografia

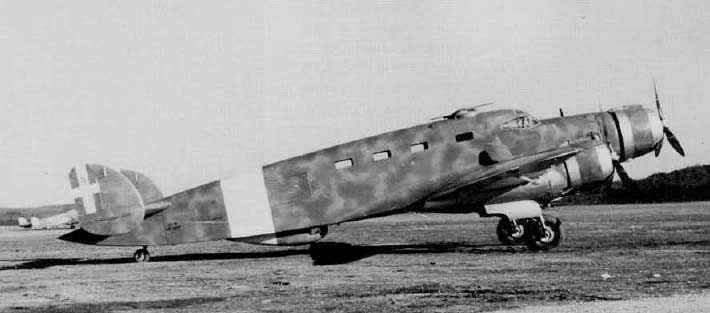
Un bombardiere-aerosilurante Savoia-Marchetti S.M.84 fotografato a terra.

Nacque a Castelfranco Emilia, provincia di Modena, il 13 novembre 1918 figlio di un colonnello della Regia Aeronautica. Mentre frequentava il quarto anno di studi presso la Facoltà di ingegneria del Politecnico di Milano, nel corso del 1941 fu chiamato a prestare servizio militare e si arruolò volontario in aviazione, ammesso a frequentare la Scuola di applicazione dell’aeronautica di Firenze in conseguenza degli studi effettuati. Nominato sottotenente del servizio tecnico del genio aeronautico entrò in servizio presso l’Ufficio armamento di Milano, ma chiese insistentemente, ed ottenne, di passare al Comando della 1ª Squadra aerea che nel marzo 1942 lo destinò alla 15ª Squadriglia, 4º Gruppo, del 7º Stormo Bombardamento Terrestre, equipaggiata con i bombardieri-aerosiluranti Savoia-Marchetti S.M.84. Arrivato sull’aeroporto di Sciacca nel mese di aprile entrò in servizio attivo qualche tempo dopo. Cadde in combattimento a bordo del suo S.M.84 il 15 giugno, durante la battaglia di mezzo giugno, e per onorarne la memoria fu decretata la concessione della Medaglia d'oro al valor militare.
Dopo la sua morte gli fu conferita la laurea honoris causa in ingegneria, e in seguito gli fu intitolata una via di Milano.